# Luint
Luint (Luvint in friulano) è una frazione del comune di Ovaro (UD). Si trova a 621 m in Val Degano, alla destra orografica del torrente. È situato su un terrazzamento naturale alle pendici del monte Col Gentile (2076 m).

## Storia
La prima citazione di Luint è di epoca tardo medioevale. La zona, tuttavia, era abitata anche in epoche precedenti, come dimostra la presenza dei resti di una fortificazione (forse un castelliere) in prossimità dell'abitato.
A partire dal medioevo costituì un comune autonomo, mentre nel XIX secolo venne aggregato prima al comune di Mione e quindi, insieme a questo, a quello di Ovaro. Fino al secondo dopoguerra fece parte della parrocchia della pieve di Gorto, da cui fu staccato per entrare a far parte della neocostituita parrocchia di Mione.

## Monumenti e luoghi d'interesse
In paese si trova la chiesa di Santa Caterina, di origine medioevale e rimaneggiata nel XVIII secolo. Nella chiesa aveva sede la confraternita di san Valentino.
Di un certo interesse sono anche la casa Lupieri (esempio di dimora signorile carnica del XVIII secolo) e la fontana di pietra.

## Blasone popolare
(Blasone popolare)